# 2025년 동계 아시안 게임 요르단 선수단
2025년 동계 아시안 게임 요르단 선수단은 2025년 2월 7일부터 14일까지 중화인민공화국 하얼빈에서 열리는 2025년 동계 아시안 게임에 참가한 요르단 선수단이다.

## 선수단
아래 표는 종목별, 성별 요르단 대표단 선수 수이다.
| 종목       | 남자 | 여자 | 합계 |
| ---------- | ---- | ---- | ---- |
| 알파인스키 | 1    | 0    | 1    |
| 합계       | 1    | 1    | 0    |

## 종목별 성적

### 알파인스키
요르단은 알파인스키 남자 회전 부문에 선수 샤리프 자와이데 1명이 출전했다. 자와이데는 미국에서 태어난 선수이다. 경기 결과 남자 회전 부문에서 최종 순위 30위로 마감했다.
남자
| 선수            | 종목      | 1회전   | 1회전 | 2회전 | 2회전 | 총합    | 총합 |
| 선수            | 종목      | 시간    | 순위  | 시간  | 순위  | 시간    | 순위 |
| --------------- | --------- | ------- | ----- | ----- | ----- | ------- | ---- |
| 샤리프 자와이데 | 남자 회전 | 1:01.60 | 38    | 59.71 | 30    | 2:01.31 | 30   |